# Good Enough
"Good Enough" je četvrti singl s albuma The Open Door američkog rock sastava Evanescence. Amy Lee je izjavila da je dio pjesme trebao biti jedan od soundtracka u filmu Kronike iz Narnije: Lav, vještica i ormar, no izbačen je jer su producenti mislili da ima previše mračan prizvuk.
Snimljen je i glazbeni video. Amy je izjavila kako je njena inspiracija za tu pjesmu njen muž Josh Hartzler.